# Terre Verdiane Volley
Le Terre Verdiane Volley  est un club italien de volley-ball féminin basé à Fontanellato, dans la province de Parme, en Émilie-Romagne. Il évolue pour la saison 2012-2013 en Serie A2.

## Effectifs

### Saison 2012-2013
Entraîneur : Marco Botti  Italie
| No  | Nom                 | Date de Naissance | Taille | Poids | Nationalité | Poste                     |
| --- | ------------------- | ----------------- | ------ | ----- | ----------- | ------------------------- |
| 1.  | Giulia Genovesi     | 3 mars 1994       | 183    |       | Italie      | Réceptionneuse-attaquante |
| 3.  | Valentina Rania     | 24 mars 1985      | 183    |       | Italie      | Réceptionneuse-attaquante |
| 5.  | Giulia Budini       | 9 octobre 1990    | 173    |       | Italie      | Passeuse                  |
| 7.  | Rubina Valenzise    | 21 janvier 1981   | 167    |       | Italie      | Libero                    |
| 8.  | Luciana do Carmo    | 13 juillet 1979   | 185    | 76    | Brésil      | Réceptionneuse-attaquante |
| 9.  | Giulia Decordi      | 5 novembre 1986   | 184    | 62    | Italie      | Réceptionneuse-attaquante |
| 10. | Elisa Moncada       | 14 novembre 1987  | 175    |       | Italie      | Passeuse                  |
| 11. | Costanza Manfredini | 16 juillet 1988   | 188    | 67    | Italie      | Réceptionneuse-attaquante |
| 12. | Federica Fornara    | 4 janvier 1988    | 180    |       | Italie      | Réceptionneuse-attaquante |
| 15. | Fabiana Antignano   | 30 juin 1995      | 186    |       | Italie      | Centrale                  |
| 17. | Michela Musiari     | 4 juin 1994       | 167    |       | Italie      | Libero                    |
| 18. | Chiara Lapi .       | 3 mars 1991       | 180    |       | Italie      | Centrale                  |